# Ухтомка
Ухтомка, Ухтома — река в России, протекает в Великоустюгском районе Вологодской области и Котласском районе Архангельской области. Устье реки находится в 702 км по правому берегу реки Северная Двина. Длина реки составляет 20 км.
Берёт начало в лесах в 7 км к востоку от города Красавино. Первые километры течёт по Вологодской области, затем входит на территорию Архангельской. Течёт на север, затем на северо-запад, крупных притоков нет. Верхнее и среднее течение реки проходит по глухому ненаселённому лесному массиву, перед впадением в Северную Двину на берегах несколько деревень Муниципального образования «Черемушское»: Пустошь, Медведки, Бурмасово и Заухтомье.

## Данные водного реестра
По данным государственного водного реестра России относится к Двинско-Печорскому бассейновому округу, водохозяйственный участок реки — (Малая) Северная Двина от начала реки до впадения реки Вычегда, без рек Юг и Сухона (от истока до Кубенского гидроузла), речной подбассейн реки — Малая Северная Двина. Речной бассейн реки — Северная Двина.
Код объекта в государственном водном реестре — 03020100312103000013545.